# Baronat
Ein Baronat, auch Baronie (französisch Baronnie; englisch Barony) genannt, war im Mittelalter als freies Lehen die Besitzung eines Barons. Der Titel des jeweiligen Barons oder Freiherren war in der Regel an das Baronat gebunden. Mit Abschaffung der Feudalherrschaft verloren diese territorialen Verwaltungseinheiten ihre Bedeutung.